# Гуре-Оверфлакке
Гуре-Оверфлакке (нід. Goeree-Overflakkee) — муніципалітет у Нідерландах, у провінції Південна Голландія. Займає територію однойменного острова.

## Населення
Станом на 31 січня 2022 року населення муніципалітету становило 51054 осіб. Виходячи з площі муніципалітету 260,48 кв. км., станом на 31 січня 2022 року густота населення становила 196 осіб/кв. км.
За даними на 1 січня 2020 року 7,0%  мешканців муніципалітету мають емігрантське походження, у тому числі 4,2%  походили із західних країн, та 2,8%  — інших країн.

## Економіка
Станом на 2018 рік середній дохід домогосподарства становить 30,3 тис. євро.